# Synthemis claviculata
Synthemis claviculata är en trollsländeart som beskrevs av Tillyard 1909. Synthemis claviculata ingår i släktet Synthemis och familjen skimmertrollsländor. Inga underarter finns listade i Catalogue of Life.